# Dixie (chanson d'Harmonium)
Single de Harmonium
Pour un instant / 100 000 raisons C'est dans le noir
Pistes de Si on avait besoin d'une cinquième saison
Vert Depuis l'automne...
Dixie  (sous-titrée sur l'album « Une toune qui me revient ») est une chanson du groupe de folk rock québécois Harmonium. 

## Historique
Elle a été composée par Serge Fiori et publiée en 1975 sur un 45 tours, couplée à En pleine face en face B. Ces deux chansons sont aussi incluses sur leur second album Si on avait besoin d'une cinquième saison, communément appelé « Les cinq saisons ».

## Parutions et reprises
La chanson est la seconde piste de l'album et sera incluse dans la compilation Salut Québec publiée le 11 juin 2002, qui contient aussi Viens danser de Fiori-Séguin. Une adaptation par Marco Calliari avec le titre Che la vita avec des paroles en italien écrites par Calliari et Veronica Melis est incluse dans l'album hommage Fiori - Un musicien parmi tant d'autres publié en 2006. On sort, le 8 mars 2019 dans le disque Seul ensemble, la trame sonore de ce spectacle du Cirque Eloize, une version retravaillée par Fiori, Alex McMahon et Louis-Jean Cormier. Sur celle-ci, le banjo remplace la guitare et des cuivres y sont rajoutés.